# Lostau
Lostau ist eine Ortschaft der Gemeinde Möser im Landkreis Jerichower Land in Sachsen-Anhalt.

## Geographie
Das Dorf Lostau liegt im Einzugsbereich der Landeshauptstadt Magdeburg, die sowohl über die Autobahn A 2 wie auch über die Bundesstraße 1 nach 15 Kilometern erreicht wird. Die Kreisstadt Burg ist etwa gleich weit entfernt. Westlich des Ortes fließt die Elbe, deren Altarme bis unmittelbar an die Siedlung Alt Lostau heranreichen. Hier mündet auch der von Süden kommende „Umflutkanal“ in die Elbe, der Magdeburg vor Hochwasser schützt. Nördlich des Ortes erhebt sich der 76 Meter hohe „Weinberg“, von dem ein weiter Blick über das Elbtal, die Börde und den Fläming möglich ist. Ein großer Teil der Gemarkung Lostau ist als Landschaftsschutzgebiet „Umflutehle-Külzauer Forst“ ausgewiesen.
Naturräumlich gehört die Gemarkung des Ortes zum norddeutschen Tiefland und teilt sich auf drei verschiedene Landschaften auf. Die nördlichen und östlichen Anteile gehören zur westlichen Fläminghochfläche, einer Heide- bzw. magerrasenreichen Waldlandschaft. Die zentralen und südlichen Anteile zählen zum Zerbster Land, einer ackergeprägten offenen Kulturlandschaft, welche die Südwestabdachung des Flämings zur Elbe bildet. Kein Teil des Flämings ist das Elbe-Elster-Tiefland, ebenfalls eine ackergeprägte offene Kulturlandschaft, zu der die westlichen Anteile des Ortes und die Siedlung Alt Lostau gehören. Die gesamte Gemarkung ist Teil des Einzugsgebietes der Elbe.

## Geschichte
Bodenfunde haben ergeben, dass zur Eisenzeit Germanen im Lostauer Bereich gesiedelt haben. Sie wurden ab dem 5. Jahrhundert von Slawen abgelöst. Mit dem ersten Zug Heinrichs I. gegen die Slawen 927–929 kam das Gebiet unter deutschen Einfluss. 973 bestätigte der deutsche Kaiser Otto II. in einer Urkunde, dass sein Vater Otto I. den Ort Loztoue dem Erzstift Magdeburg geschenkt habe. In dieser Urkunde wird auch ein Burgward erwähnt, dessen Lage jedoch bis heute nicht identifiziert werden konnte. In einem Pfarrdörfer-Verzeichnis von 1459 findet sich die Ortsbezeichnung Lostov.
Während sich die Bewohner Lostaus im Mittelalter vorwiegend vom Fischfang ernährten, nahmen danach Ackerbau und Viehzucht an Bedeutung zu. Es war dies auch eine Folge der Elbregulierung am Ende des 18. Jahrhunderts, mit der Lostau seine unmittelbar Flussnähe verlor. Mit dieser Maßnahme sollte die Hochwassergefahr für den Ort gebannt werden, dies gelang jedoch nur zum Teil, denn besonders hohe Wasserstände bedrohten nach wie vor die Einwohner. Viele von ihnen gaben daher ab Mitte des 19. Jahrhunderts ihre Häuser auf und zogen einige hundert Meter weiter nach Osten, wo ein Höhenzug besseren Schutz bot. Seit dieser Zeit besteht Lostau aus zwei Siedlungsteilen, die ursprüngliche Siedlung Alt Lostau und auf der Höhe Klein Lostau, heute Neu Lostau, das sich im weiteren Verlauf zum Hauptort entwickelte.
Für einige Zeit hatte es den Anschein, als könnte Lostau von der im 19. Jahrhundert beginnenden Industrialisierung profitieren. Es entstanden zwei Ziegelein, die den Schlick der Elbaue verarbeiteten. 1846 war die Eisenbahnlinie Magdeburg–Potsdam fertiggestellt, deren Streckenführung auch Lostau berührte. Es stellte sich jedoch bald heraus, dass der Bahndamm nicht hochwassersicher war, deshalb verlegte man 1870 die Strecke weiter nach Osten, sodass Lostau seinen Bahnanschluss verlor. Auch die beiden Ziegeleien mussten Anfang des 20. Jahrhunderts ihren Betrieb wieder einstellen.

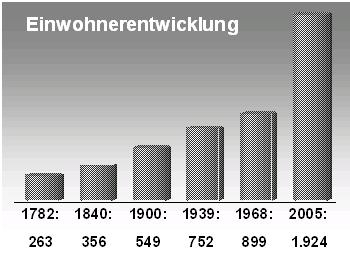
Einwohnerentwicklung

Dagegen verhalf die am 1. Juli 1902 eröffnete Tuberkulose-Heilstätte dem Ort an Bedeutung. Sie erhielt 1909 als erstes Krankenhaus einen Röntgenapparat und wurde 1928 um zwei große Bettenhäuser erweitert. Zu einem besonderen Behandlungsschwerpunkt bildete sich die Betreuung tuberkulosekranker Schwangerer heraus, die bis in die 1960er Jahre fortgeführt wurde. Ehemals gegründet von einem Magdeburger Verein, wurde das Krankenhaus später für einige Jahre von einer Eisenbahnpensionskasse betrieben, ehe es 1939 von der Stadt Magdeburg übernommen wurde. Von 1966 an war die Klinik der Rechtsträgerschaft des Bezirkes Magdeburg unterstellt, und 1996 wurde sie von der evangelischen Pfeifferschen Stiftung Magdeburg übernommen.
Zu diesem Zeitpunkt war die Bevölkerungszahl von Lostau gegenüber den 1980er Jahren erheblich gestiegen. 1993 war im Ortsteil Neu Lostau ein neues Wohngebiet erschlossen worden, auf dem mehr als 200 Eigenheime entstanden. Im Jahre 2002 geriet Alt Lostau in höchste Gefahr, als das Jahrhunderthochwasser den Ortsteil überschwemmte. Alle Einwohner mussten evakuiert werden.
Lostau gehörte von 2005 bis 2009 zur Verwaltungsgemeinschaft Biederitz-Möser. Bis zum 31. Dezember 2009 war Hohenwarthe eine selbständige Gemeinde mit dem zugehörigen Ortsteil Alt Lostau. Letzter Bürgermeister Lostaus war Helmer Frommholz. Am 1. Januar 2010 wurde Lostau in die Gemeinde Möser eingegliedert.

## Politik

### Ortschaftsrat
Als Ortschaft der Einheitsgemeinde Möser übernimmt ein so genannter Ortschaftsrat die Wahrnehmung der speziellen Interessen des Ortes innerhalb bzw. gegenüber den Gemeindegremien. Er wird aus sieben Mitgliedern gebildet.

### Bürgermeister
Als weiteres ortsgebundenes Organ fungiert der Ortsbürgermeister, dieses Amt wird zurzeit von Thomas Voigt (CDU) wahrgenommen.

### Wappen
| Wappen der Ortschaft Lostau | Blasonierung: „Von Silber und Blau gespalten. Im runden silbernen Mittelschild ein schwarzer, nach rechts fahrender Ruderer mit Hut in einem Boot auf Wellen im Schildfuß, darüber der umlaufende Schriftzug ‚Gemeinde zu Lostau‘.“ |
| Wappen der Ortschaft Lostau | Das Wappen wurde am 16. Januar 1992 durch das Ministerium des Innern genehmigt. |

### Alte Gemeindesiegel

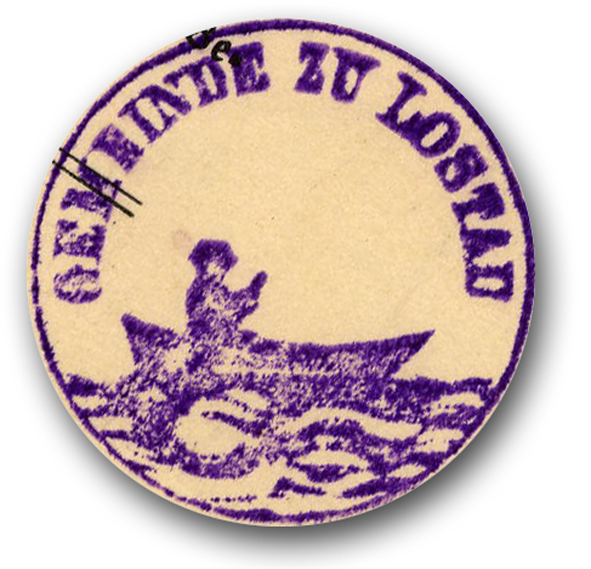
Siegel von 1938
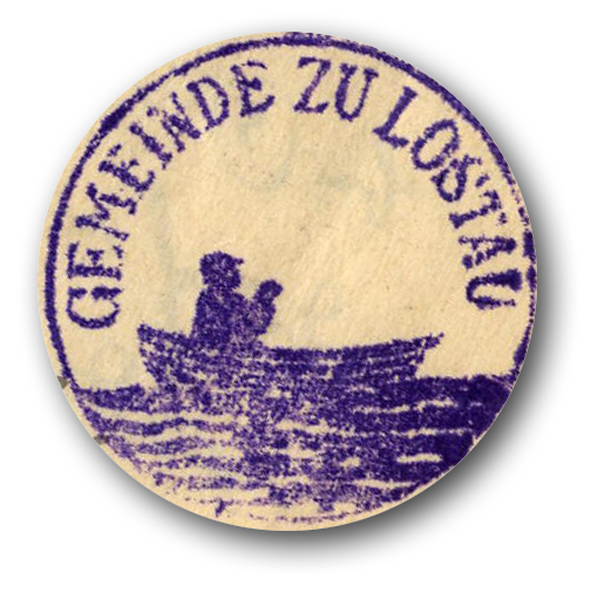
Siegel von 1952

## Bauwerke

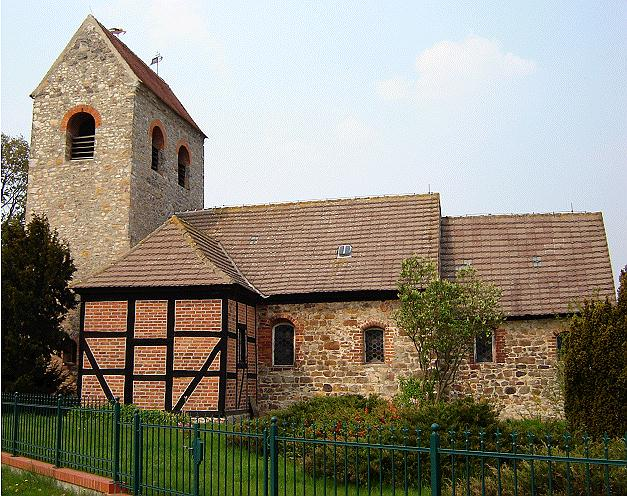
Lostauer Kirche

Die Dorfkirche Lostau, in der Siedlung Alt Lostau gelegen, wurde zwischen 1150 und 1200 aus Quarzit-Bruchsteinen der Pretziener Steinbrüche als Wehrkirche errichtet. Es ist ein dreiteilig gestaffelter spätromanischer Bau mit breitem Westturm, Schiff und Chor. Altar, Kanzel und Empore stammen aus dem Jahr 1650. Der mit vier Löwen verzierte Taufstein aus dem 12. Jahrhundert ist vermutlich ein Geschenk Heinrich des Löwen an den Markgrafen von Brandenburg Albrecht der Bär. Die Turmglocken stammen aus dem Jahr 1715.
Nördlich des Dorfes befindet sich seit 1984 die Bockwindmühle Hohenwarthe.

## Persönlichkeiten
- Peter Hesse (1944–2004), deutscher Schachspieler und -komponist